# 生田光
生田光（日语：生田 ひかる，1月31日—），日本女性配音員。出身於鹿兒島縣。賢Production所屬。

## 人物簡介
School Duo第18期畢業。2018年4月起成為賢Production所屬。
興趣、特長：鹿兒島方言、跳遠、舉重、騎車。

## 演出作品

### 電視動畫
2018年
- 來自繽紛世界的明日（班上同學、女學生）

2019年
- KIRA KIRA HAPPY★ 打開吧！見習神仙精靈（悠太）
- 閃電十一人 俄里翁的刻印（戴安娜·斯科拉）
- PSYCHO-PASS 3（廣播）

2020年
- 卡片鬥爭!! 先導者 (2018年版)（操作員A、工作人員）
- 別對映像研出手！（學生）
- 輕觸小發明 PIKACHIN-KIT（日语：ポチっと発明 ピカちんキット）（下級生A）
- 龍族拼圖（小孩）
- GO！GO！原子小金剛（日语：GO!GO!アトム）

### 電影動畫
2019年
- 天氣之子

### 網路動畫
2020年
- 薄明之翼（女高中生）

### 遊戲
2018年
- Princess Connect！Re:Dive
- 8beat Story♪（社員）

2019年
- Grand Summoners（ヴァ―ミリア）
- 勇者鬥惡龍XI 尋覓逝去的時光（ももんじゃ）
- 日刊新耳袋

### 廣播劇CD
2018年
- 午夜0時的吻（女學生）

### 外語配音
※作品依英文名稱及英文原名排序。

#### 電影
- 現在，很想見你（賢貞〈孫汝恩 飾演〉）
- 畸形屋（英语：Crooked House (film)）（Sophia Leonides〈Stefanie Martini 主演〉[5]）
- 小鬼當家2（女教師）※BS版。
- 速成家庭（Brenda〈Eve Harlow 飾演〉）
- 刺穿（英语：Piercing (film)）（Mona〈Laia Costa 飾演〉）

#### 電視影集
- 律政巨人 (第3季)（Gloria）
- 心絃（英语：Heartstrings (American TV series)）（Carrie、小時候的Harper〈Virginia Gardner 飾演〉、Irma〈Ana Mackenzie 飾演〉)
- 醫療船（劉雅琳〈珉娥 飾演〉）
- 馬里布救援（英语：Malibu Rescue）（母親）
- 摩登情愛

### 旁白
- 埼玉縣信用金庫（日语：埼玉縣信用金庫） 店內廣播
- FINEDAY PR動畫
- Mecha Comic（日语：めちゃコミック）網路廣告「可愛見。」

### 朗讀
- 朗讀公演「溫故知新vol.1」（2019年4月21日，bura）
- 劇場！「流星RYDERS ～文豪朗讀～」（2019年12月7日～12月8日，nakano f）[6]

## 外部連結
- 賢Production公式官網的聲優簡介 （日語）
- 生田光的X（前Twitter） （日語）